# چهار وادی

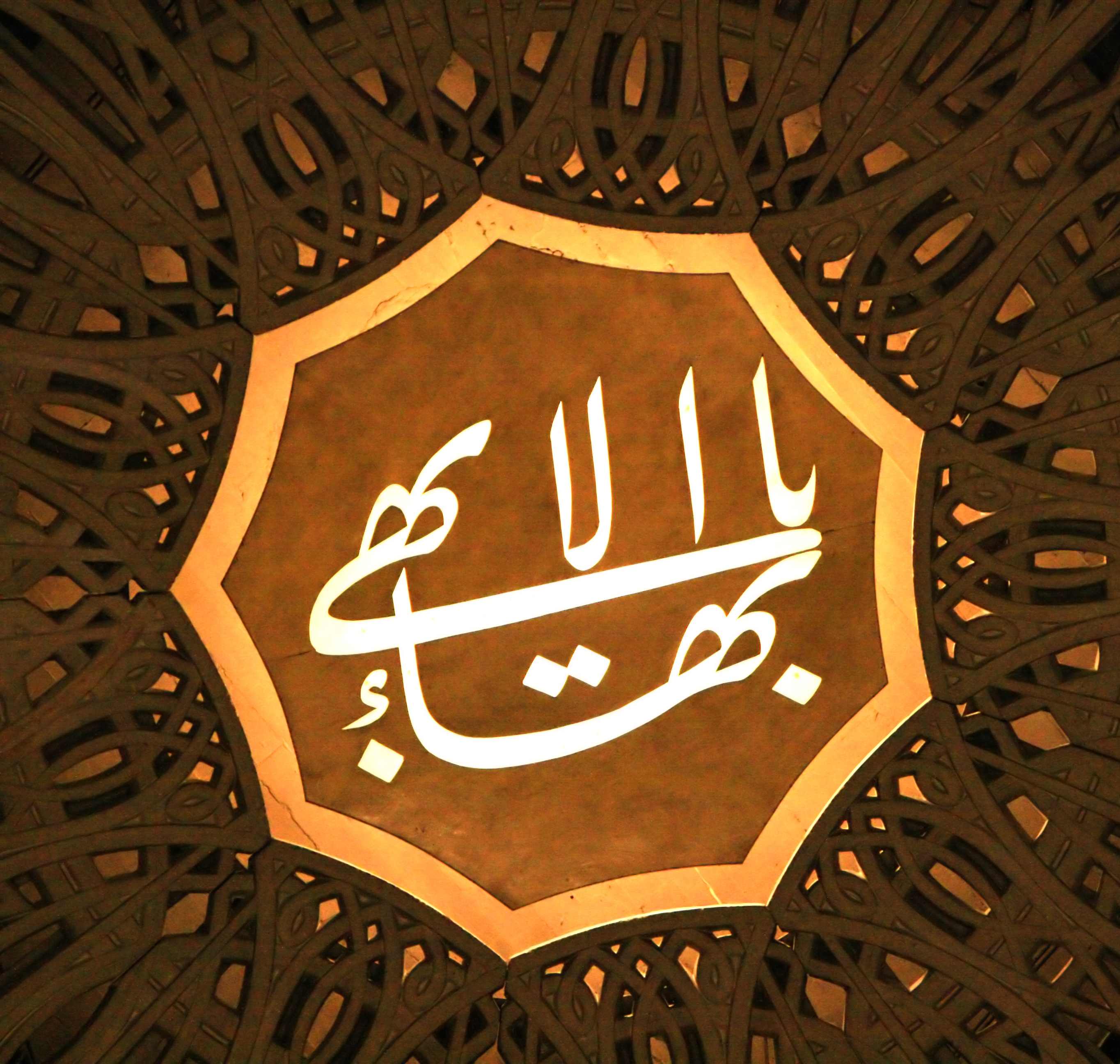
تصویر چهار وادی

چهار وادی یکی از آثاربهاءالله بنیانگذار آیین بهایی است.

## چهار وادی
این اثر حوالی۱۸۵۷ در بغداد نوشته شده‌است. زمانی که بهاءالله به تازگی از کوه‌های کردستان بازگشته بود. وی مدت دو سال را با شیوخ مختلف صوفی با استفاده از نام مستعار درویش محمد ایرانیدر این کوه‌ها سپری کرده بود. چهار وادی در پاسخ به پرسش‌های شیخ عبدالرحمن طالبانی از شیوخ مسلم تصوف نوشته شده‌است. وی هر چند هرگز به عنوان یک بهایی شناخته نشده بود ولی احترام و تحسین عمیق خود به بهاءالله را به پیروان خود ابراز می‌نمود.
در این کتاب کیفیت و مراتب سالکان چهار نوع توصیف گشته‌است: «ای سیّد من متصاعدان سموات سلوک از چهار طایفه بیش نیستند مختصری ذکر می‌شود که در آن خدمت معلوم و مبرهن گردد که هر طایفه را چه علامت است و چه مرتبت.»
این چهار دسته عبارتند از:
- کسانی که طی این سفر را از طریق رعایت دقیق قوانین مذهبی می‌دانند.[اهل نفس (متشرعین)] قبول این نفوس را در پیروی نکردن از نفس انسانی بلکه در تبعیت از نفس مظهر حق می‌دانند. به عبارتی دیگر پیروی از شریعت الله را به آنان متذکر می‌شوند تا دست از آداب و سنن ساخته و پرداخته انسانی بازدارند.
- کسانی که سفر به سوی خدا را از طریق استفاده از منطق و دلیل می‌دانند.[اهل عقل (حکما)] در این کتاب اهل عقل را از ساکنان حجره محمود می‌خوانند که توفیق یافته و در این بیت محمود وارد گشته‌اند. مع‌ذلک به آنان هشدار می‌دهند که این عقل که پیغمبر و راهنمای آنان است، عقل کلی ربانی است و حکمت مظهر حق که تربیت امکان از اوست؛ و نه هر عقل ناقص انسانی.
- کسانی که باور دارند صرفاً با عشق به خدا این سفر طی می‌گردد.[اهل عشق (عُرَفا )] هادی این گروه نه نفس ایشان است که انجام و تبعیت از ظواهر امر می‌کنند و نه عقلشان که درک حقایق کند، بلکه عشق حضرت دوست است که آنان را به ترک نفس و عقل می‌خواند. جز دوست نبینند و جز دوست نخواهند و با حضرت محبوب در بیت مجذوب عاکفند.
- کسانی که طی این سفر را با ترکیبی از این سه روش از اطاعت، عقل و الهام می‌دانند.[اهل فؤاد (واصلان طلعت محبوب )][۵] این وادی چهارم به اهل قلب اختصاص دارد که از واصلان طلعت محبوبند. قلب مؤمن عرش رحمن است و محل تجلی انوار و روح اعظم مظهر حق. در این مقام است که اسماء و صفات را راهی نیست و در آن عارفان به وصال طلعت محبوب می‌رسند.[۵]

این دسته آخر، بالاترین یا حقیقی‌ترین شکل اتحاد روحانی است.

### محتوا
در رساله چهار وادی بر خلاف رساله هفت وادی صراحتی در نیاز سالک برای پیمودن این مراتب نیست بلکه بیان الهی حامل تأیید ارزش کفایت هر یک از این مراحل عرفان به نسبت به سالک است. در بحث به طرق گوناگون شرط توفیق سالک را در شناسایی مقام مظهر ظهور، پرهیز از پیروی امیال شخصی و تبعیت از آداب و سنن ساخته بشری و برکناری از غرور ناشی از کسب علوم ظاهره از فبیل کلام و فقه می‌دانند.
برخی از تعالیمی که در این رساله طرح گردیده عبارتند از:
1. غرور ناشی از علوم ظاهره چون علم کلام و صرف و نحو و فقه، مانع خضوع و خشوع لازم برای درک و شناختن حقایق روحانی است.
2. عقل انسانی محدود به حدود تجربیات است و نیاز به تربیت روحانی دارد تا ار غرقه گشتن در دنیای مادی مصون ماند.
3. هدایت و تأیید الهی لازمه توفیق در عرفان مظهر حق است.
4. هیچ امری از امور نباید مانع از ذکر حق گردد. فراموشی از ذکر حق سبب فساد انسان گردد.
5. نشانه خالص محبت الهی، کم کردن حرف و بیشتر کردن عمل به اوامر الهی است.
6. توحید آنست که حق را یفعل ما یشاء و یحکم ما یرید دانست.
7. باید قلب را پاک نمود تا مستعد نزول عنایات حق گردد.[۵]

موضوعات بسیاری در این لوح می‌توان یافت مانند:تفسیر کتاب‌های مقدس، باورهای دینی و آموزه‌های گذشته. این موضوعات به نکات متعددی اشاره می‌کنند از جمله: مطالب عرفانی، دانش، فلسفه الهی، راز خلقت، پزشکی و کیمیاگری و غیره.

## برای مطالعهٔ بیشتر
- Saiedi, Nader (2000). "Chapter 3: Spiritual Journey in the Four Valleys and the Seven Valleys". Logos and Civilization - Spirit, History, and Order in the Writings of Bahá'u'lláh. USA: University Press of Maryland and Association for Baha'i Studies. pp. 79–110. ISBN 1-883053-60-9.